# Шакиров, Саду
Саду Шакиров (20 октября 1922 — 10 апреля 1977) — советский военный деятель, лейтенант Рабоче-крестьянской Красной Армии, участник Великой Отечественной войны, Герой Советского Союза (30 октября 1943 года).

## Биография
Саду Шакиров родился в 1922 году в селении Кенес ныне Таласского района Жамбылской области в семье крестьянина. Казах. Окончил 9 классов средней школы. Член ВЛКСМ с 1938 года.
В Красной Армии Саду Шакиров с 3 февраля 1942 года. С 15 февраля 1943 года — на фронте в составе 1-й роты 1-го батальона 188-го Аргунского стрелкового полка 106-й Забайкальской стрелковой дивизии. Отличился в битве за Днепр.
По заданию командира Саду Шакиров трижды переправлялся через Днепр в районе села Лоев Гомельской области, доставляя на правый берег пулемётчиков и связистов.
Утром 16 октября 1943 года во время штурма высоты 138,6 юго-западнее Лоева красноармеец Шакиров, первым достиг высоты и, уничтожив пятерых гитлеровцев, водрузил над нею красный флаг.
Указом Президиума Верховного Совета СССР от 30 октября 1943 года ему присвоено звание Героя Советского Союза.

## Награды
- Герой Советского Союза (30 октября 1943 года);
- орден Ленина (30 октября 1943 года);
- орден Трудового Красного Знамени;
- орден «Знак Почёта»;
- медали.